# Războiul pentru tronul Moldovei din 1653
Războiul pentru tronul Principatului Moldovei s-a desfășurat între 1 mai - 9 octombrie 1653. Conflictul a arătat ca un război civil, și a atras în vâltoarea sa domnitorul Vasile Lupu susținut de Cazacii Zaporojeni și Tătari pe de-o parte și pe pretendentul la tron Gheorghe Ștefan, susținut de Principatul Transilvaniei, Țara Românească și Uniunea Polono-Lituaniană. Conflictul s-a încheiat cu asediul Sucevei, uciderea ginerelui lui Vasile Lupu, Timuș Hmelnițki, fuga din principat a domnitorului și instaurarea la tron a lui Gheorghe Ștefan.

## Context
Gheorghe Rakoczy al II-lea gândindu-se la tronul Poloniei, avea nevoie de un om devotat pe tronul Moldovei și îl găsi în boierul Gheorghe Ștefan. Acesta intră în Moldova în 1653 cu ajutorul lui Ioan Kemény din partea lui Rakoczy și Diicu Buicescu, din partea lui Matei Basarab. Vasile fuge peste Nistru la Camenița dar se întoarce în scurt timp cu cazacii ginerelui său, Timuș Hmelnițki.

## Desfășurare
În aprilie 1653, cazacii și tătarii sub conducerea lui Timuș Hmelnițki au intrat în ținuturile Moldovei pentru a-l înscăuna acolo pe Vasile Lupu. Până la 28 aprilie cazacii au trecut Nistrul pârjolind pământurile din cale. După trecerea Prutului trupele cazaco-tătare întâlnesc în cale o forțǎ moldo-transilvăneană sub conducerea lui Gheorghe Ștefan, care a luat poziții în jurul satului Popricani, pe râul Jijia. Ca urmare a bătăliei, Iașiul a fost ocupat, Gheorghe Ștefan a fugit în Țara Românească, iar Vasile Lupu a început a doua sa domnie. Aceasta avea să dureze doar câteva luni, deoarece noul domnitor a hotărât să folosească armata cazaco-tătară de care dispunea pentru a declanșa o expediție de capturare a lui Gheorghe Ștefan.
A urmat o serie de bătălii, la Tecuci, Focșani și pe râul Teleajen, în care armata lui Vasile Lupu iese învingătoare, punând pe fugă detașamentele muntenești trimise de Matei Basarab în sprijinul lui Ștefan. Ca urmare a înaintǎrii lui Lupu tot mai adânc în teritoriul Țării Românești, Matei Basarab decide sǎ-i dea o luptǎ decisivǎ lui Vasile Lupu, aceasta a avut loc în apropierea satului Finta. Bătălia s-a încheiat cu o înfrângere grea pentru Lupu, care pierde pe câmpul de luptă 7.000 de ostași, iar 2.000 ajung prizonieri. 
După Finta a urmat contraatacul lui Gheorghe Ștefan care în douǎ bǎtǎlii la Valea Seacă și Sârca, iese învingǎtor și înainateazǎ pâna la vechea capitalǎ, Suceava, unde se va da ultima luptă.
La 22 august, Ștefan ajunge sub zidurile Sucevei, începînd asediul acesteia. Situația celor asediați pe mǎsura trecerii timpului, devenea tot mai grea, escapada încercatǎ de Timuș Hmelnițki la 10-12 septembrie nu a avut succes fiind înfrântǎ prin asaltul general al armatei pretendentului. Timuș care la 12 septembrie a fost rǎnit, moare în 15, de cangrenă. Ca urmare a epuizǎrii resurselor cetății pe 9 octombrie, asediații predau fortǎreața în mâinile noului domnitor, Gheorghe Ștefan. Dupǎ încheierea asediului Gheorghe Ștefan, Matei Basarab și Gheorghe Rákóczi au accelerat negocierile cu Polonia privind o acțiune comună împotriva lui Bogdan Hmelnițki. Devenind o perspectivă reală stabilirea unei coaliții largi anti-căzăcești. Însǎ aceasta în cele din urmǎ nu a avut izbândǎ.

## Legături extene
- uc  Cazacii în războiul din Moldova, 1653